# Raisa Álava
Raisa Álava Robina (Zuaza, Álava, 1990) es una ilustradora y artista española que ha dibujado para eventos y medios de todo el mundo.[cita requerida]

## Biografía
Es licenciada en Bellas Artes por la Universidad del País Vasco con especialidad en artes gráficas. Realizó un máster en cerámica en la misma universidad y un posgrado en Ilustración y Cómic en la escuela Elisava de Barcelona. Realizó una estancia artística en Polonia, y el Museo Artium le concedió una beca dentro del programa Eskualdea.

### Trayectoria profesional
Suele dibujar en papel, le gusta dibujar a mano. La mayor parte del tiempo, hace dibujos creados con rotring. Sin embargo, cuando le piden dibujos para entregarlos rápidamente, los hace en el ordenador. En cuanto al estilo de las ilustraciones, los cómics son su referencia y fuente de inspiración más importante.
Realizó el cartel del Tour de Francia 2023. Una ilustración colorida y muy viva, el cartel incluía imágenes del Museo Guggenheim de Bilbao, la ría y el Arco de Triunfo de París, elementos de partida y destino.
Ha realizado exposiciones, en varias localidades vascas, entre ellas, la exposición "Popol Vuh" en Montehermoso, Vitoria, 2018, y en la sala de exposiciones La Casona en Amurrio en 2020.
Ha trabajado para The New York Times y Pikara Magazine. Ha realizado carteles para distintos eventos, como para la Feria BALA, feria del libro de Arte de Bilbao y el cartel anunciador del Tour de Francia 2023.

## Premios y reconocimientos
- En 2024 recibió el Premio Guk de Oro del Ayuntamiento de Amurrio.[11]
- En 2019 su obra fue seleccionada en Ertibil Bizkaia y realizó una residencia artística en AirWron (Breslavia, Polonia).[1]
- En 2019 recibió la beca de producción "Eskualdea" del Museo Artium de Vitoria .[2]
- En 2018 ganó la beca de ilustración de Irudika , para realizar una residencia artística en Angulema (Francia).[12]
- En 2017 ganó el Primer Premio de Artes Gráficas de  Calcografía Nacional (Madrid).[13]